# Staatsloterij Live
Staatsloterij Live was een live Nederlands televisieprogramma gepresenteerd door Carlo Boszhard en Chantal Janzen. Chantal maakte haar presentatiedebuut in deze show. In deze show werden veel liveverbindingen gemaakt. Door die liveverbindingen konden er gesprekken worden gevoerd en spellen worden gespeeld. In deze shows waren er ook een aantal vaste onderdelen aanwezig, zoals de Staatshop, een optreden van Chantal Janzen en natuurlijk de trekking van de Staatsloterij.

## Songtekst
Aan het begin van elke aflevering zongen Carlo en Chantal een lied. 
Ch: Chantal, Ca: Carlo, Sa: Samen
- Ch: Zit u al klaar? Beginnen maar, het geluk is overal.
- Ca: Niemand weet nog op dit moment wat de avond brengen zal.
- Ch: Wordt het vreugde of verdriet?
- Ca: Win je wel of win je niet?
- Sa: Wie wordt er blij, heeft geluk in de Staatsloterij?

- Ch: Je lot verguld, je wens vervuld en al je dromen worden waar.
- Ca: Met een hoge prijs, een mooie reis, een leven lang kaviaar.
- Ch: Iedereen speelt met ons mee.
- Ca: In de zaal en op tv.

- Sa: Wie wordt er blij?
- Sa: Kom er maar bij!!!
- Sa: Wie wordt er blij, heeft geluk in de Staatsloterij?

## Liveverbindingen
In alle afleveringen werden er twee speciale liveverbindingen tot stand gebracht. Eentje ergens in Nederland en de andere in het buitenland.

### Nederland
Bij de verbindingen in Nederland wordt er verbinding gemaakt met een steeds andere locatie. De mensen die daar zitten, worden dan gebeld door vrienden of familieleden. Ze moeten dan een spel spelen, meestal moeten ze 'staatshoppend' naar een oranje telefoon(cel) waar ze dan van Carlo of Chantal een vraag krijgen. Als die vraag goed is, krijgt de kandidaat geld, wat verdubbeld kan worden als de kandidaat een Staatslot heeft.

### Buitenland
Deze verbinding komt tot stand met een kandidaat die naar een unieke bestemming in het buitenland gestuurd is. In de studio zit nog een vriend of familielid. Die wordt uit het publiek gehaald en ook met hem of haar worden een of meerdere spellen gespeeld. Als die spellen gewonnen worden, wint de kandidaat een ticket naar de bestemming en bij verlies gaat de hele reis niet door.

## En verder
En verder waren er nog diverse optredens van Chantal Janzen en vele andere artiesten. Bovendien werd in deze show de trekking van de Staatsloterij bekendgemaakt. En er werden ook nog mensen overvallen die dan meedoen aan de show.

## Niet meer op tv
In november 2005 was de laatste aflevering van deze show. In 2006 werd de Staatsloterij €100.000 Show uitgezonden en inmiddels is ook deze show van de buis verdwenen.